# Michael Wetzel (Literaturwissenschaftler)
Michael Wetzel (* 25. Mai 1952 in Berlin) ist ein deutscher Literatur- und Medienwissenschaftler.

## Leben
Michael Wetzel studierte  Philosophie, Literaturwissenschaft, Linguistik und Erziehungswissenschaft an den Universitäten Bochum und Düsseldorf von 1972 bis 1980. Die Promotion folgte 1980 an der Philosophischen Fakultät der Universität Düsseldorf mit seiner Dissertation über Autonomie und Authentizität. Untersuchungen zur Konstitution und Konfiguration neuzeitlicher Subjektivität. 1986/87 arbeitete Michael Wetzel als Assistent an der Universität Savoyen in Chambéry. Von 1987 bis 1990 war Wetzel der Koordinator für das überregionale DFG-Forschungsprojekt Literatur und Medien an der Gesamthochschule Kassel. 1992 wurde er Programmdirektor des Projektes Langues et nations am Collège international de philosophie in Paris. Er habilitierte sich 1996 an der Universität Essen mit der Arbeit Kindsbräute. Motive und Medien einer Männerphantasie.
Michael Wetzel ist seit 2002 Professor für Neuere Deutsche Literaturwissenschaft und Medienwissenschaft am Germanistischen Seminar der Universität Bonn. Von 2005 bis 2008 hat Wetzel das Teilprojekt Von der Intermedialität zur Inframedialität geleitet. Dieses Teilprojekt gehörte zum Forschungskolleg Medien und kulturelle Kommunikation, einem Projekt der Universitäten Aachen, Bonn, Bochum und Köln.

## Forschungsgebiete
Wetzels Forschungsgebiete sind Intermedialität („Inframedialität“), Interkulturalität (im Vergleich zwischen Europa und Japan), Geschichte des Autor- und Künstlerbegriffs, Konzepte und Praktiken gegenwärtiger künstlerischer Kreativität sowie Männerphantasien und Genderkonzepte in ihrer literarischen und audiovisuellen medialen Umsetzung.

## Veröffentlichungen (Auswahl)
Autor
- Mit „bewaffnetem Auge“. Von der „Phänomenologie des Geistes“ zur „Mikrophysik der Kräfte“. In: Georg Christoph Tholen, Rudolf Heinz (Hrsg.): Schizo-Schleichwege. Beiträge zum Anti-Ödipus. Impuls, Bremen 1984.
- Die Zeit der Entwicklung. Photographie als Spurensicherung und Metapher. In: Georg Christoph Tholen, Michael O. Scholl: Zeit-Zeichen. Aufschübe und Interferenzen zwischen Endzeit und Echtzeit. VCH, Weinheim 1990, ISBN 3-527-17713-2, S. 265–280.
- Die Enden des Buches oder die Wiederkehr der Schrift. Von den literarischen zu den technischen Medien. VCH, Weinheim 1991, ISBN 3-527-17777-9
- Die Wahrheit nach der Malerei. Literatur – Kunst – Medien. Fink, München 1997, ISBN 3-7705-3203-1.
- Hundert Jahre 1770 – 1870, Deutschlandfunk
- Mignon. Die Kindsbraut als Phantasma der Goethezeit. Habilitation. Fink, München 1999, ISBN 3-7705-3333-X
- Lemma Autor/Künstler. In: Karlheinz Barck, Martin Fontius, Dieter Schlenstedt, Burkhart Steinwachs, Friedrich Wolfzettel (Hrsg.): Ästhetische Grundbegriffe. Historisches Wörterbuch. 7 Bde., Metzler, Stuttgart 2000, ISBN 978-3-476-00913-5.
- Der Autor-Künstler. Von der Wiederkehr eines ästhetizistischen Konzepts in der Kunstpraxis der Gegenwart. In: Martin Hellmold, Sabine Kampmann, Ralph Lindner, Katharina Sykora (Hrsg.): Was ist ein Künstler? Das Subjekt der modernen Kunst. Fink, München 2003.
- Derrida. Reclam, Ditzingen 2010, ISBN 978-3-15-020310-1.
- Neojaponismen. West-östliche Kopfkissen, Fink, Paderborn 2018, ISBN 978-3-7705-6271-8
- Der Autor-Künstler. Ein europäischer Gründungsmythos vom schöpferischen Individuum, V&R unipress, Göttingen 2020, ISBN 978-3-8471-1055-2

Herausgeber
- Armaturen der Sinne. Literarische und technische Medien 1870 bis 1920. Gemeinsam mit Jochen Hörisch. Fink, München 1990, ISBN 3-7705-2657-0.
- Ethik der Gabe. Denken nach Jacques Derrida. Gemeinsam mit Jean-Michel Rabaté. Akademie, Berlin 1993, ISBN 3-05-002370-8.
- mit Stefan Höltgen: Killer/Culture: Serienmord in der populären Kultur. Bertz+Fischer, Berlin, ISBN 978-3-8650-5399-2.
- Der Entzug der Bilder. Visuelle Realitäten. Gemeinsam mit Herta Wolf. Fink, München 1994, ISBN 3-7705-2933-2.
- Just not in time. Inframedialität und non-lineare Zeitlichkeiten in Kunst, Film, Literatur und Philosophie. Gemeinsam mit Ilka Becker u. Michael Cuntz. Fink, München 2011, ISBN 978-3-7705-4837-8.
- Interkulturelle Schauplätze in der Großstadt. Kulturelle Zwischenräume in amerikanischen, asiatischen und europäischen Metropolen. Gemeinsam mit Kikuko Kashiwagi-Wetzel. Fink, Paderborn 2015, ISBN 978-3-7705-5663-2
- Grundthemen der Literaturwissenschaft: AUTORSCHAFT, De Gruyter, Berlin/Boston 2022, ISBN 978-3-11-029692-1